# Dirty Dancer
Dirty Dancer è un brano musicale del cantante spagnolo Enrique Iglesias cantato con l'artista statunitense Usher tratto dal sesto album di inediti di Iglesias, Euphoria, e dal primo EP di Usher, Versus. È stato distribuito un remix del brano, cantato assieme al rapper Lil Wayne, il 9 maggio 2011 come sesto singolo estratto dall'album Euphoria. Scritto da Iglesias, Usher, Evan Bogart, Erika Nuri, David Quiñones e RedOne, Dirty Dancer è un brano dance pop con influssi di musica rave. Le due varianti hanno ottenuto piazzamenti diversi nelle classifiche.

## Uscita
Dirty Dancer fu scritto da Enrique Iglesias, RedOne, Evan Bogart, Erika Nuri e David Quiñones e prodotto da RedOne. Fu inciso nei South Point Studios a Miami.
Il singolo fu trasmesso dalle radio australiane mattutine e notturne il 9 maggio 2011, e il singolo remix dalle radio CHR americane il 10 maggio. È in vendita per il mercato digitale in Nord America dal 12 giugno 2011, in Oceania ed Europa dal 19 giugno.

## Classifiche
| Classifica (2010/2011) | Posizione massima  |
| Versione originale     | Versione originale |
| ---------------------- | ------------------ |
| Belgio (Fiandre)       | 32                 |
| Belgio (Vallonia)      | 25                 |
| Danimarca              | 37                 |
| Paesi Bassi            | 39                 |
| Regno Unito            | 60                 |
| Slovacchia             | 2                  |
| Spagna                 | 42                 |
| Svezia                 | 54                 |
| Versione Remix         |                    |
| Australia              | 24                 |
| Australia (Dance)      | 9                  |
| Austria                | 16                 |
| Canada                 | 11                 |
| Francia                | 99                 |
| Nuova Zelanda          | 22                 |
| Stati Uniti            | 18                 |
| Stati Uniti (Pop)      | 17                 |
| Stati Uniti (Dance)    | 2                  |
| Svizzera               | 33                 |